# ターンスピット

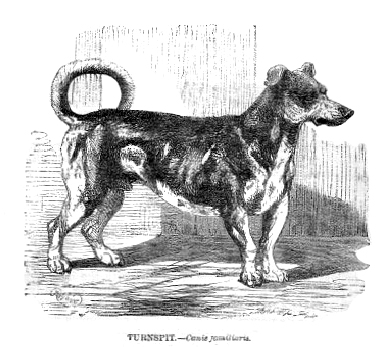
John George Wood, The Illustrated Natural History、1853年に記されたターンスピットの絵

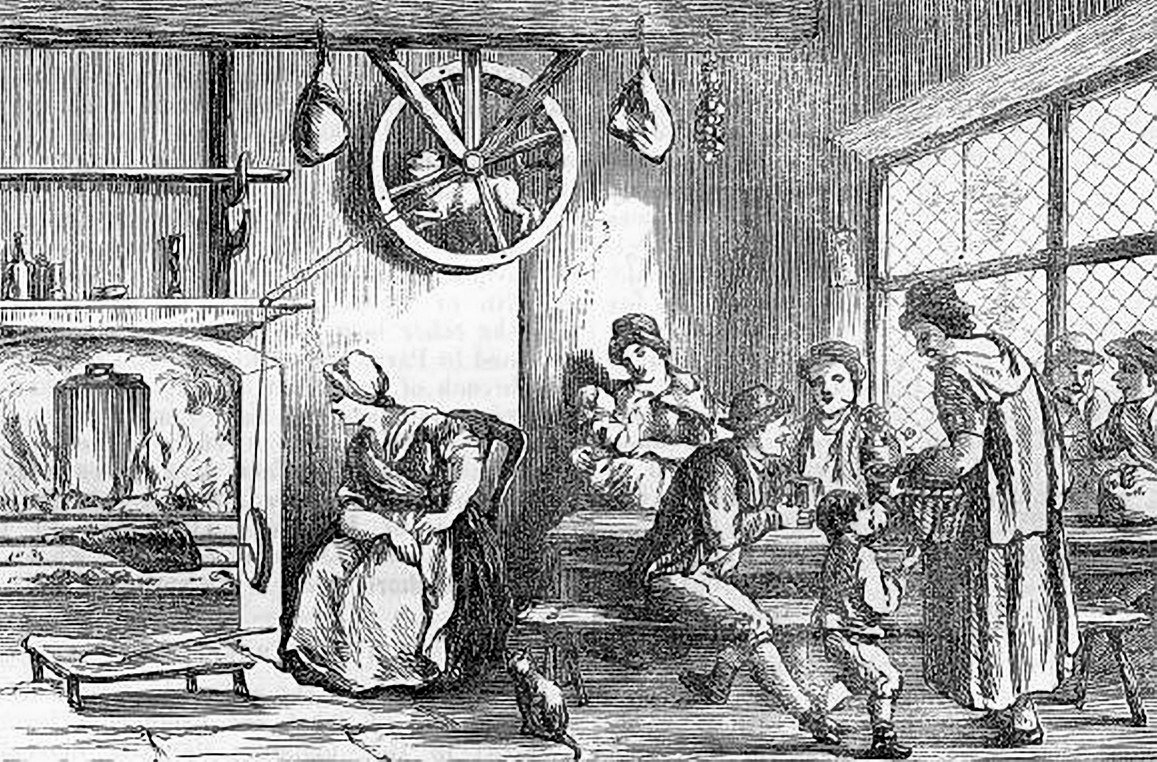
回し車を回すターンスピット（Henry Wigstead, Remarks on a Tour to North and South Wales, 1797年）

ターンスピット（英: Turnspit）とは、16世紀から19世紀のイギリスで肉を焼く作業に使役されていた小型の犬である。ターンスピット・ドッグ（Turnspit Dog）、キッチン・ドッグ（Kitchen Dog）、バーナーペイター（Vernepator）等とも呼ばれ、カール・フォン・リンネによる犬の分類ではカニス・ヴェルディグス（ラテン語: Canis Vertigus、回る犬の意）と記されている。
ターンスピット・ドッグは、肉焼き機に取り付けられた回し車を回転させるのに使われた犬である。ターンスピットとは肉を回転させながら火であぶる焼き串（ロティサリー）のことであり、転じてそれを回す使用人や犬を指す語としても使われた。ターンスピット・ドッグの最古の記録は1576年に遡り、Turnespeteと表記されている。大きな厨房では、複数の犬が交替で使われ、何時間にも渡って使役された。虐待され、無理やり働かされていたという記録もある。
産業革命によって、自動回転式の肉焼き機（スモークジャック）が開発されると仕事がなくなり、急速に絶滅した。アバーガヴェニーの博物館には唯一の剥製が残っている。
祖先や容姿の詳細などについては不明であるが、古い記録によれば胴長短足の体型をしていて、耳は垂れ、足は巻いており、毛色は濃色であった。18世紀末にトーマス・ビューイックは、黒と白のオッドアイであると記録しており、また1874年の文献ではテリアに近いと記されている。前足が曲がっているとする記述が多く、デズモンド・モリスは回し車を回す作業がその原因であると推測している。